# Iglesia de San Andrés (Argomilla)

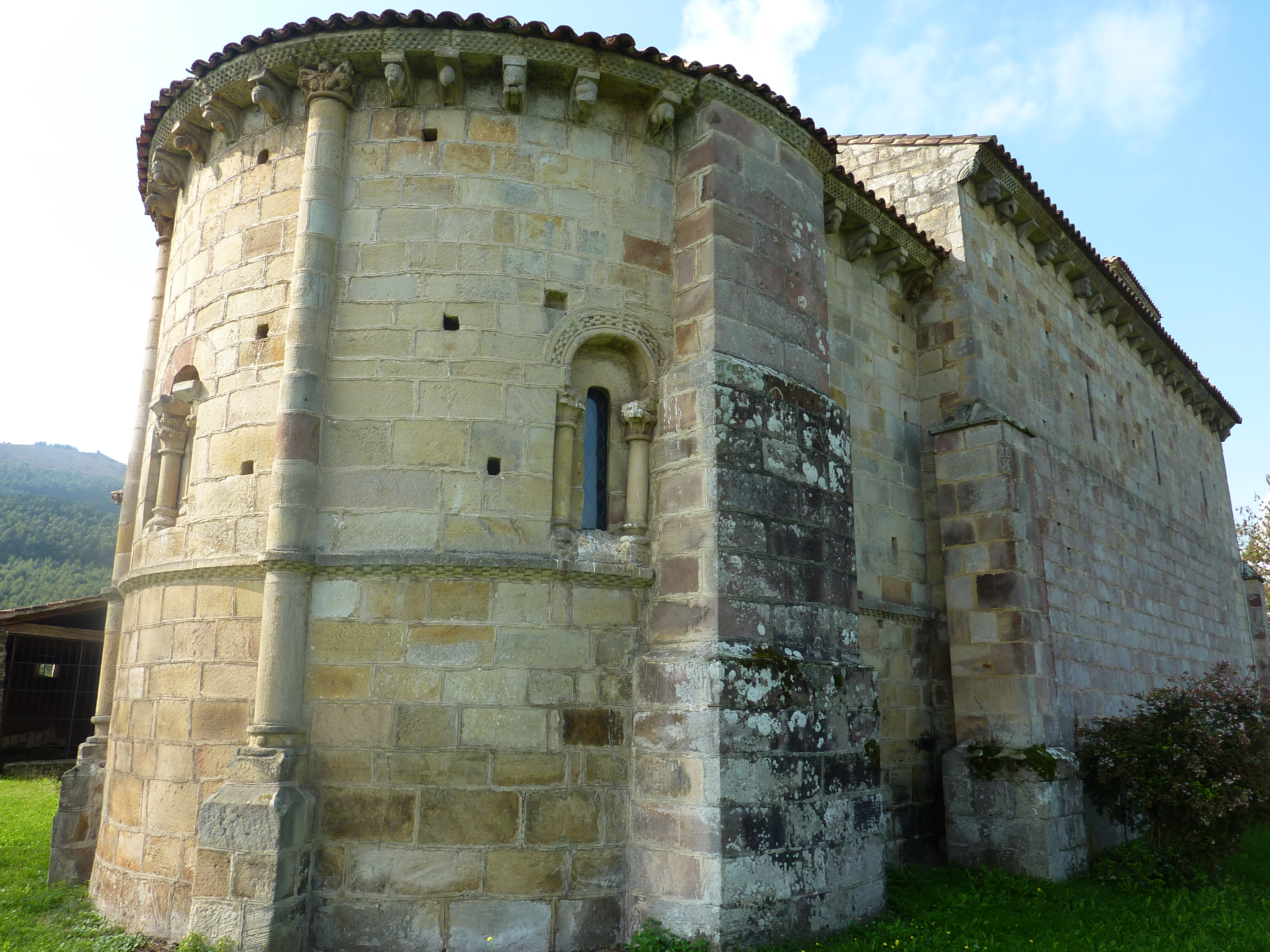
Ábside de la iglesia

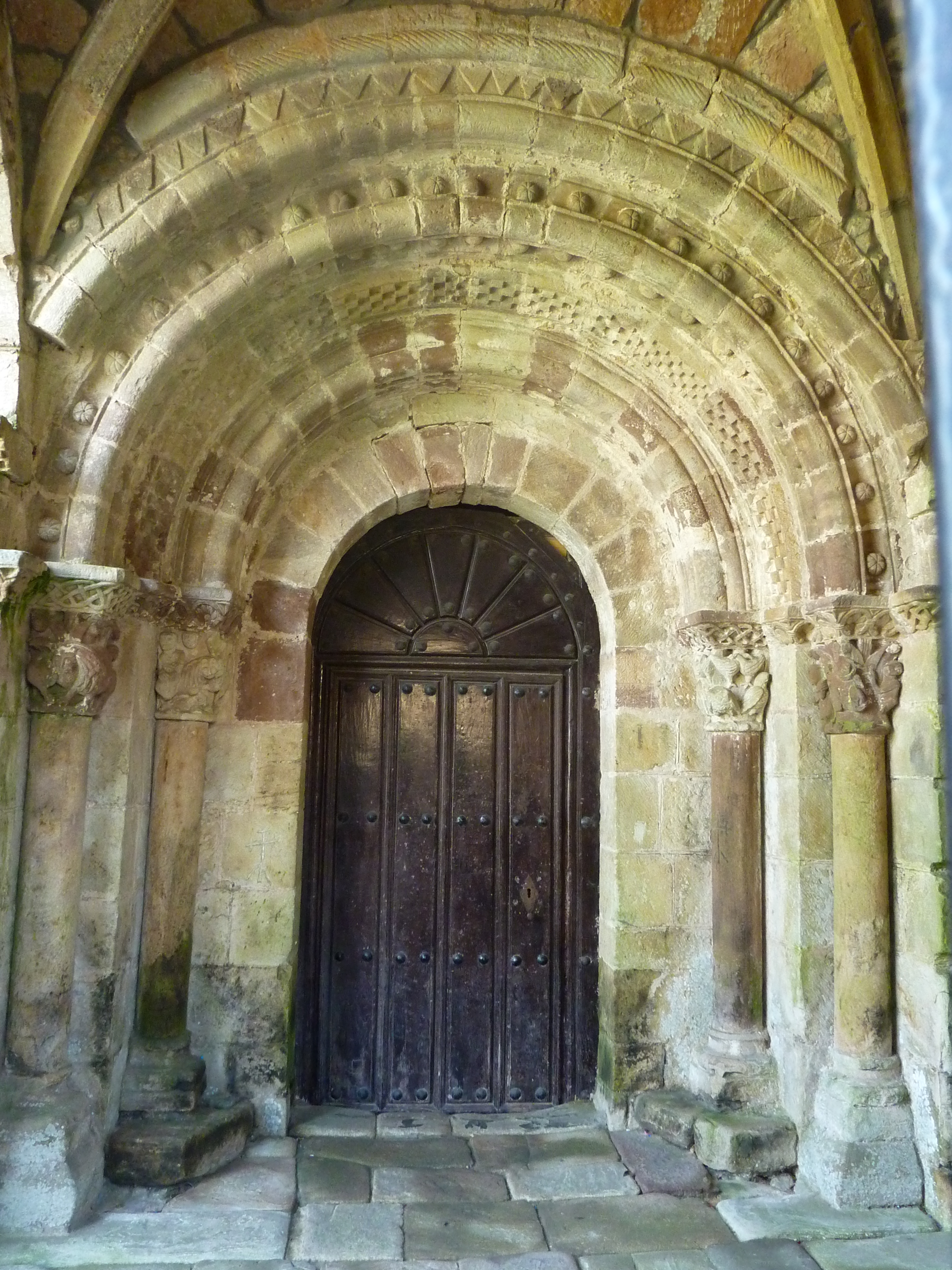
Portalada

La iglesia de San Andrés, en Argomilla, dentro del término municipal de Santa María de Cayón (Cantabria, España) fue declarada Bien de Interés Cultural en el año 1982. Se encuentra en la llamada colina de El Coto, un pequeño alto en las afueras de Argomilla, enfrente del palacio de Ceballos, llamado "el Caballero".

## Datación
Se trata de una iglesia del siglo XII, que era por entonces abadía; pasó a ser una iglesia parroquial en el siglo XVII. En la época barroca se le añadieron una torre por encima de la puerta de entrada, la sacristía y una galería en la parte meridional, largo cubierto que comunica la entrada principal del templo con la parte exterior de la sacristía.
Posteriormente, en el siglo XVIII, pertenecía a los Ceballos, quienes pusieron su escudo en el muro de la sacristía, con sus armas y las de Santandrés, Escobedo y Velasco. Hay un edificio en el exterior que, durante los siglos XIX y XX servía de escuela a la localidad y el cual hoy en día conserva una colección de 17 sarcófagos que van del siglo XI al XIII; proceden de la necrópolis de la iglesia y posiblemente varios de ellos sean de abades.

## Descripción
Se trata de una construcción de estilo románico, que recuerda a las cercanas iglesias de Santa María de Cayón y la Colegiata de Castañeda, especialmente esta última en lo que se refiere a la escultura.
Es de planta rectangular, con una sola nave y ábside semicircular. En la fachada oeste se encuentra la portada principal, bajo una torre barroca. Se trata de una entrada de arco de medio punto, abocinada, con arquivoltas decoradas con baquetones, esto es, grandes molduras redondeadas, con dientes de lobo, bolas y billetes. Reposan sobre capiteles esculpidos con temas animales y humanos, que se alzan sobre columnas acodilladas.
De gran calidad son los canecillos de motivos variados que decoran el alto de los muros, tanto a lo largo de la nave como en el ábside. Columnas adosadas apoyadas en pequeños contrafuertes dividen verticalmente la parte exterior del ábside en tres partes; cada una de estas partes tenía una ventana, de las que se conservan dos, pues la tercera desapareció al construirse la sacristía. Las ventanas son de arco de medio punto, sostenido por columnas. Por debajo de ellas se ve una imposta de billetes.
La nave tiene cubierta de madera, moderna. A través de un arco triunfal de medio punto muy rebajado se entra en el ábside, cubierto por bóveda de horno. Destacan los capiteles del arco triunfal, en los que están representadas fieras que luchan por una pieza y aves sujetas por personas, de estilo que recuerda a la colegiata de Castañeda. Es un elemento original la imposta superior del ábside, que está apoyada en canecillos interiores.